# Pio Augusto in Baviera
Duca Pio Augusto in Baviera,, nome e titolo completo in tedesco: Pius August, Herzog in Bayern (Landshut, 1º agosto 1786 – Bayreuth, 3 agosto 1837), fu Duca in Baviera come membro del ramo Palatinato-Birkenfeld-Gelnhausen del casato di Wittelsbach. Pio Augusto era nonno dell'Imperatrice Elisabetta d'Austria attraverso suo figlio Massimiliano Giuseppe in Baviera.

## Biografia

### Infanzia

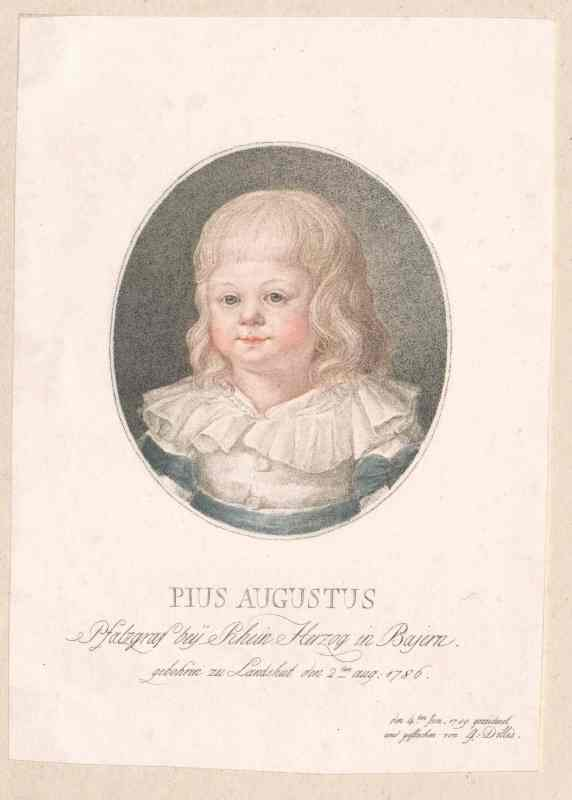
Pio Augusto in tenera età

Nato a Landshut, era il terzo dei figli del duca Guglielmo in Baviera e di sua moglie la contessa palatina Maria Anna di Zweibrücken-Birkenfeld.

### Matrimonio

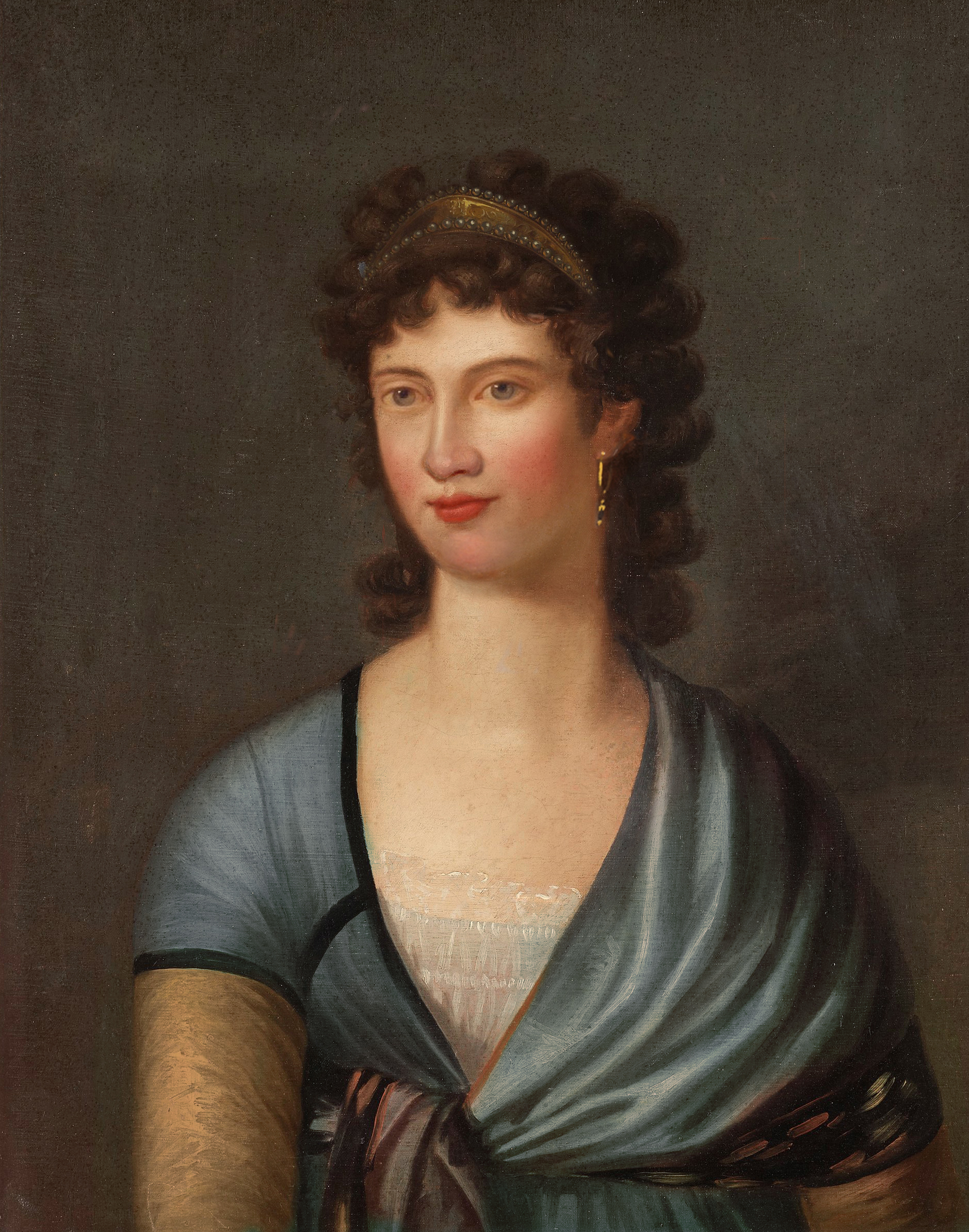
Amalia Luisa di Arenberg

Sposò la principessa Amalia Luisa di Arenberg, figlia del Duca Louis Marie di Arenberg e di Marie Adélaïde Julie de Mailly, dame d'Ivry-sur-Seine, il 26 maggio 1807 a Bruxelles e dalla quale ebbe un solo figlio.

### Ultimi anni e morte

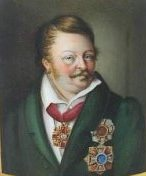
Pio Augusto di Baviera

Nel 1815 divenne membro onorario della Bayerische Akademie der Wissenschaften. Egli, inoltre, amava viaggiare.
Augusto Pio morì il 1837 a, poco dopo essere diventato Duca in Baviera.

## Discendenza
Augusto Pio e Amalia Luisa di Arenberg ebbero:
- Massimiliano Giuseppe in Baviera (4 dicembre 1808 – 15 novembre 1888),fu duca in Baviera. Tra i suoi figli si ricordano soprattutto l'imperatrice Elisabetta di Baviera, nota col soprannome Sissi, e la regina Maria Sofia delle Due Sicilie.

## Ascendenza
|                                                          |                                              |                                                        | Genitori                                                  |  |  | Nonni |  |  | Bisnonni                                     |  |  | Trisnonni                                             |  |
|                                                          |                                              |                                                        |                                                           |  |  |       |  |  | Giovanni Carlo, conte palatino di Gelnhausen |  |  | Cristiano I, conte palatino di Birkenfeld-Bischweiler |  |
|                                                          |                                              |                                                        |                                                           |  |  |       |  |  | Giovanni Carlo, conte palatino di Gelnhausen |  |  | Cristiano I, conte palatino di Birkenfeld-Bischweiler |  |
|                                                          |                                              | contessa palatina Maddalena Caterina di Zweibrücken    |                                                           |  |  |       |  |  | Giovanni Carlo, conte palatino di Gelnhausen |  |  |                                                       |  |
| Giovanni, conte palatino di Gelnhausen                   |                                              |                                                        |                                                           |  |  |       |  |  | Giovanni Carlo, conte palatino di Gelnhausen |  |  |                                                       |  |
|                                                          |                                              | Esther Maria von Witzleben                             | Georg Friedrich von Witzleben                             |  |  |       |  |  |                                              |  |  |                                                       |  |
|                                                          |                                              | Esther Maria von Witzleben                             | Georg Friedrich von Witzleben                             |  |  |       |  |  |                                              |  |  |                                                       |  |
|                                                          |                                              | Esther Maria von Witzleben                             | Maria Magdalena von Hanstein                              |  |  |       |  |  |                                              |  |  |                                                       |  |
| Duca Guglielmo in Baviera                                |                                              | Esther Maria von Witzleben                             |                                                           |  |  |       |  |  |                                              |  |  |                                                       |  |
|                                                          |                                              | Carlo, vilgravio e renegravio di Salm-Dhaun            | Giovanni Filippo II, vilgravio e renegravio di Salm-Dhaun |  |  |       |  |  |                                              |  |  |                                                       |  |
|                                                          |                                              | Carlo, vilgravio e renegravio di Salm-Dhaun            | Giovanni Filippo II, vilgravio e renegravio di Salm-Dhaun |  |  |       |  |  |                                              |  |  |                                                       |  |
|                                                          |                                              | Carlo, vilgravio e renegravio di Salm-Dhaun            | contessa Anna Caterina di Nassau-Ottweiler                |  |  |       |  |  |                                              |  |  |                                                       |  |
| contessa Sofia Carlotta di Salm-Dhaun                    |                                              | Carlo, vilgravio e renegravio di Salm-Dhaun            |                                                           |  |  |       |  |  |                                              |  |  |                                                       |  |
|                                                          |                                              | Luisa di Nassau-Ottweiler                              | Federico Luigi, conte di Nassau-Ottweiler                 |  |  |       |  |  |                                              |  |  |                                                       |  |
|                                                          |                                              | Luisa di Nassau-Ottweiler                              | Federico Luigi, conte di Nassau-Ottweiler                 |  |  |       |  |  |                                              |  |  |                                                       |  |
|                                                          |                                              | Luisa di Nassau-Ottweiler                              | Cristiana di Ahlefeldt                                    |  |  |       |  |  |                                              |  |  |                                                       |  |
| Pio Augusto, Duca in Baviera                             |                                              | Luisa di Nassau-Ottweiler                              |                                                           |  |  |       |  |  |                                              |  |  |                                                       |  |
|                                                          | Cristiano III, conte palatino di Zweibrücken | Cristiano II, conte palatino di Zweibrücken-Birkenfeld |                                                           |  |  |       |  |  |                                              |  |  |                                                       |  |
|                                                          | Cristiano III, conte palatino di Zweibrücken | Cristiano II, conte palatino di Zweibrücken-Birkenfeld |                                                           |  |  |       |  |  |                                              |  |  |                                                       |  |
|                                                          | Cristiano III, conte palatino di Zweibrücken | contessa Caterina Agata di Rappoltstein                |                                                           |  |  |       |  |  |                                              |  |  |                                                       |  |
| Federico Michele, conte patino di Zweibrücken-Birkenfeld | Cristiano III, conte palatino di Zweibrücken |                                                        |                                                           |  |  |       |  |  |                                              |  |  |                                                       |  |
|                                                          |                                              | contessa Carolina di Nassau-Saarbrücken                | Luigi Crato, conte di Nassau-Saarbrücken                  |  |  |       |  |  |                                              |  |  |                                                       |  |
|                                                          |                                              | contessa Carolina di Nassau-Saarbrücken                | Luigi Crato, conte di Nassau-Saarbrücken                  |  |  |       |  |  |                                              |  |  |                                                       |  |
|                                                          |                                              | contessa Carolina di Nassau-Saarbrücken                | contessa Filippina Enrichetta di Hohenlohe-Langenburg     |  |  |       |  |  |                                              |  |  |                                                       |  |
| contessa palatina Maria Anna di Zweibrücken-Birkenfeld   |                                              | contessa Carolina di Nassau-Saarbrücken                |                                                           |  |  |       |  |  |                                              |  |  |                                                       |  |
|                                                          |                                              | Giuseppe Carlo, conte palatino di Sulzbach             | Teodoro Eustachio, conte palatino di Sulzbach             |  |  |       |  |  |                                              |  |  |                                                       |  |
|                                                          |                                              | Giuseppe Carlo, conte palatino di Sulzbach             | Teodoro Eustachio, conte palatino di Sulzbach             |  |  |       |  |  |                                              |  |  |                                                       |  |
|                                                          |                                              | Giuseppe Carlo, conte palatino di Sulzbach             | langravia Maria Eleonora d'Assia-Rotenburg                |  |  |       |  |  |                                              |  |  |                                                       |  |
| contessa palatina Maria Francesca di Sulzbach            |                                              | Giuseppe Carlo, conte palatino di Sulzbach             |                                                           |  |  |       |  |  |                                              |  |  |                                                       |  |
|                                                          |                                              | contessa palatina Elisabetta Augusta Sofia di Neuburg  | Carlo III Filippo elettore palatino                       |  |  |       |  |  |                                              |  |  |                                                       |  |
|                                                          |                                              | contessa palatina Elisabetta Augusta Sofia di Neuburg  | Carlo III Filippo elettore palatino                       |  |  |       |  |  |                                              |  |  |                                                       |  |
|                                                          |                                              | contessa palatina Elisabetta Augusta Sofia di Neuburg  | principessa Ludwika Karolina Radziwiłł                    |  |  |       |  |  |                                              |  |  |                                                       |  |
|                                                          |                                              | contessa palatina Elisabetta Augusta Sofia di Neuburg  |                                                           |  |  |       |  |  |                                              |  |  |                                                       |  |